# Реймонд П'єрр
Реймонд П'єрр (англ. Raymond Pierre; нар. 19 вересня 1967) — американський легкоатлет, який спеціалізувався в бігу на короткі дистанції.

## Спортивні досягнення
Чемпіон світу з естафетного бігу 4×400 метрів (1987).
Срібний призер чемпіонату світу в приміщенні з естафетного бігу 4×400 метрів (1991).
Срібний призер з естафетного бігу 4×400 метрів на Кубку світу (1989).
Чемпіон Панамериканських ігор з бігу на 400 метрів та з естафетного бігу 4×400 метрів (1987).
Чемпіон Універсіади з естафетного бігу 4×400 метрів (1987). Бронзовий призер Універсіади з бігу на 400 метрів (1987).
Переможець Студентського чемпіонату США з бігу на 400 метрів (1989).
Рекордсмен Північної та Центральної Америки та країн Карибського басейну в приміщенні з естафетного бігу 4×200 метрів — 1.22,71 (1991).